# Сливко, Руслан Васильевич
Руслан Васильевич Сливко (род. 6 января 1951) — советский деятель сельского хозяйства, новатор сельскохозяйственного производства, звеньевой механизированного звена совхоза «Коммунар» Снигиревского района Николаевской области. Кандидат в члены ЦК КПУ в 1981—1990 годах.

## Биография
Образование общее среднее. Член КПСС с 1970 года. В 1970-90-х годах — тракторист, звеньевой механизированного звена совхоза «Коммунар» села Новопетровка Снигиревского района Николаевской области. Новатор сельскохозяйственного производства.
С 1990-х годов — председатель фермерского хозяйства «Долина» села Новопетровка Снигиревского района Николаевской области. Руководитель ассоциации фермеров Снигиревского района. Член партии Блок Петра Порошенко «Солидарность».

## Награды
- орден Трудового Красного Знамени
- орден Октябрьской Революции
- медали
- лауреат премии Ленинского комсомола (1979)